# The Truce Hurts
«Временное перемирие» (англ. The Truce Hurts) — тридцать пятый эпизод из серии короткометражек «Том и Джерри». Дата выпуска: 17 июля 1948 года.

## Сюжет
Том, Джерри и Спайк враждуют друг с другом, и даже дерутся. Внезапно Спайк останавливает драку и объясняет, что коты, мыши и собаки могут вместе жить мирно и дружно. Они втроём подписывают мирный договор, обещая его не нарушать и становятся друзьями.
Том, Джерри и Спайк спят вместе. После подъёма, они втроём выпивают по стакану молока, и Джерри отправляется погулять.
Помойный кот Бутч берет мыша, кладет его на «блюдо» (крышка от мусорного бака) с гарниром из объедков и решает закусить. В этот момент Том видит, что Джерри в опасности, побегает к Бутчу, отбирает у него Джерри и отправляет мышонка домой. Бутч в ужасе — как кот может дружить с мышью и, думая, что сошёл с ума, бьёт себя кирпичом по голове.
Чужой пёс, который грызёт кость, замечает Тома, хватает его, кладет его на тарелку, втыкает коту в рот яблоко и придаёт его хвосту форму поросячьего хвостика. Тома спасает Спайк, и выбивает чужому псу все зубы.
Три друга вместе шагают по улице. Неожиданно мимо них проезжает грузовик с мясом, и из него случайно выпадает завернутый в бумагу сочный кусок мяса, к которому подбегают друзья. Они пожарили мясо, и принимаются за трапезу. Но не могут поделить этот кусок. Спайк решает разделить мясо хитрым способом: Джерри он уступает малый кусок, Тому даёт косточку, а себе берёт остальное. После неправильного дележа, начинается противостояние за кусок мяса, который в результате вылетает через окно, падает в водяной сток, и оттуда в канализацию. Впоследствии Том, Джерри и Спайк разрывают свой мирный договор, и опять начинают драться.

## Факты
- Это один из мультфильмов, в которых Том, Джерри и Спайк либо дружат, либо враждуют друг с другом.
- В мультфильме присутствовала аранжировка на музыку из фильма «Волшебник страны Оз».
- В мультфильме «Matinee Mouse» был добавлен новый момент, в котором Том, Джерри и Спайк останавливают битву и смотрят с экранов кинотеатра на теперешних дерущихся Тома и Джерри.
- Момент после того, как грузовик наезжает на троих друзей, и те становятся похожими на негров (англ. blackface) был вырезан как и в некоторых показах мультфильма на ТВ, так и на DVD.
- Имя Спайка в мирном договоре написано как Бутч.
- Финальный фрагмент этой серии, где Пес, Кот и Мышь делят между собой огромный кусок мяса, «по братски», из-за чего снова ссорятся, — явная аллюзия, пародирующая встречу в Тегеране в 1943 году, и на последующий раздел Европы.
- Это одна из серий, в которой Том и Джерри (и вместе с ними Спайк) проигрывают.